# Ilhuícatl-Meztli

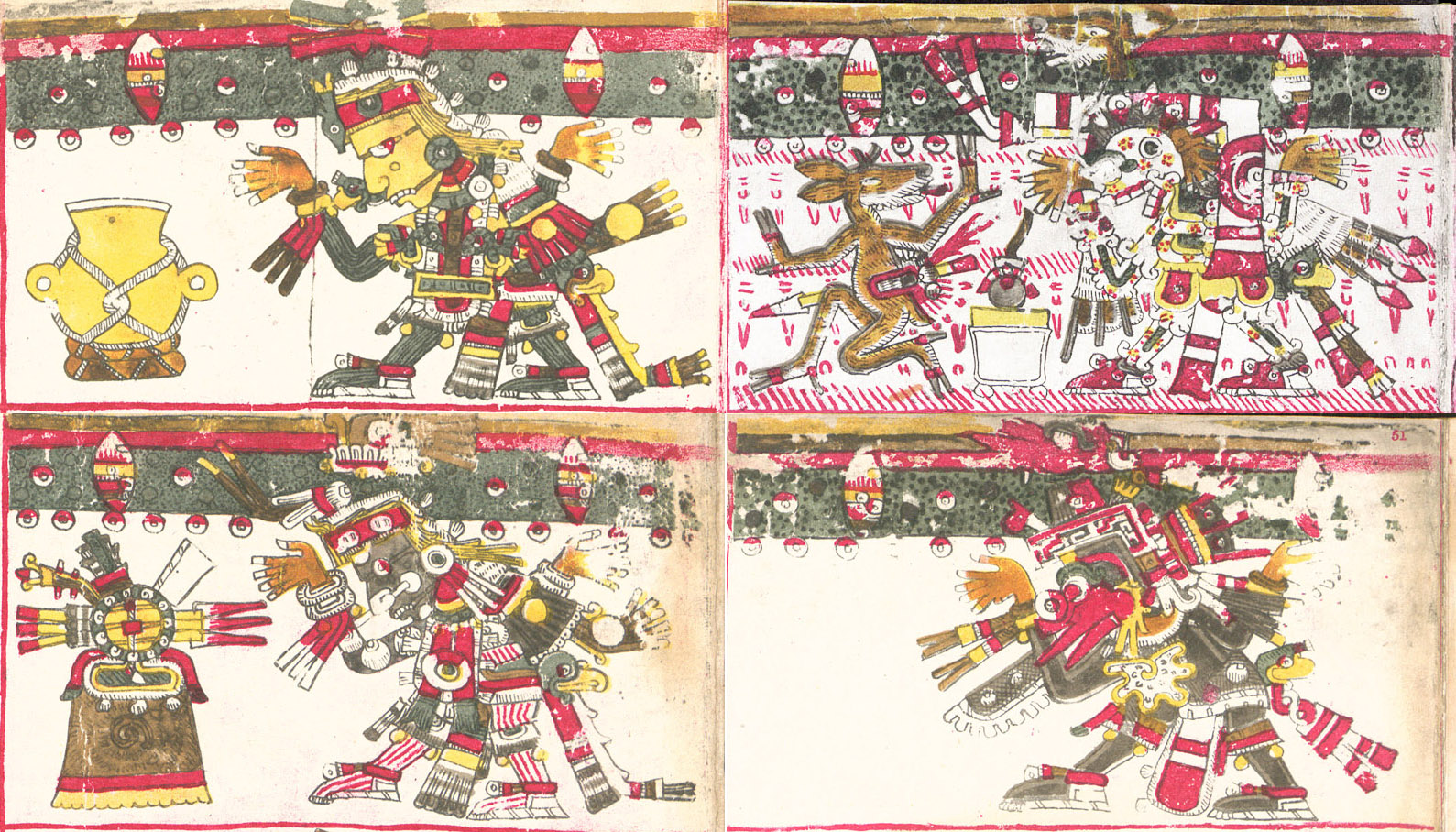
Los cuatro puntos cardinales o reinos del universo horizontal descritos en el Códice Borgia según la Cosmogonía mexica.

Ilhuícatl-Meztli (del náhuatl: ilhuicatl-meztli ‘el cielo donde (está) la luna’‘ilhuicatl, cielo; meztli, la luna’) en la mitología mexica es el primer estrato celeste del universo vertical. Según la cosmogonía mexica, es el sitio donde se trasladan la luna y las nubes. Asimismo, es la región donde moran diversos dioses, entre los cuales está Tlazoltéotl, la diosa de la lujuria y de los amores ilícitos, patrona de la incontinencia, la lujuria, el adulterio, el sexo, las pasiones, la carnalidad y las transgresiones morales. De igual forma, ahí también habitan Meztli, Ehécatl y Tláloc, quienes eran los dioses de la luna, el viento y la lluvia, respectivamente.